# غار تازه کند
غار تازه کند در شهرستان مراغه، بخش سراجو، دهستان سراجوی غربی، ۵ کیلومتری روستای تازه کند، مجاور غارهای هامپوئیل واقع شده و این اثر در تاریخ ۱۸ اسفند ۱۳۸۷ با شمارهٔ ثبت ۲۵۲۱۱ به‌عنوان یکی از آثار ملی ایران به ثبت رسیده است.